# Domaslavice (Háj u Duchcova)
Domaslavice (německy Deutzendorf) je vesnice, část obce Háj u Duchcova v okrese Teplice. Nachází se asi 1,5 km na sever od Háje u Duchcova. V roce 2011 zde trvale žilo 88 obyvatel.
Domaslavice je také název katastrálního území o rozloze 3,51 km².

## Historie
První písemná zmínka o vesnici pochází z roku 1203 a nachází se v zakládací listině oseckého kláštera. K panství Oseka nebo Duchcova ves patřila až do roku 1850. V roce 1885 se tu narodila Anna (Hana) Vlčková, budoucí manželka prezidenta Edvarda Beneše.

## Přírodní poměry
Vesnice leží v nadmořské výšce okolo 350 metrů.

## Obyvatelstvo
Při sčítání lidu v roce 1921 zde žilo 158 obyvatel (z toho 75 mužů), z nichž byli dva Čechoslováci, 155 Němců a jeden cizinec. Všichni se hlásili k římskokatolické církvi. Podle sčítání lidu z roku 1930 měla vesnice 174 obyvatel: patnáct Čechoslováků a 159 Němců. Většina byla římskými katolíky, ale deset obyvatel bylo bez vyznání.
|                                                                              | 1869 | 1880 | 1890 | 1900 | 1910 | 1921 | 1930 | 1950 | 1961 | 1970 | 1980 | 1991 | 2001 | 2011 |
| ---------------------------------------------------------------------------- | ---- | ---- | ---- | ---- | ---- | ---- | ---- | ---- | ---- | ---- | ---- | ---- | ---- | ---- |
| Obyvatelé                                                                    | 158  | 182  | 185  | 197  | 178  | 158  | 174  | 111  | 123  | 97   | 67   | 78   | 89   | 88   |
| Domy                                                                         | 23   | 25   | 27   | 28   | 27   | 26   | 27   | 21   | .    | 21   | 20   | 24   | 23   | 27   |
| Počet domů z roku 1961 je zahrnut v celkovém počtu domů obce Háj u Duchcova. |      |      |      |      |      |      |      |      |      |      |      |      |      |      |

## Doprava
Katastrálním územím západně od vesnice vede železniční trať Most – Moldava postavená ve druhé polovině 19. století, nejbližší zastávka Horní Háj leží již za hranicí katastrálního území.
Ve vzdálenosti 1 km SV ve vsi Křižanov možno využít autobusovou dopravu.

## Pamětihodnosti
- Odpočivný kámen – jeden ze 48 odpočivných kamenů umístěný roku 1674 opatem Laurenciem Scipiem severně za ves k cestě do Křižanova, roku 2011 z bezpečnostních důvodů přemístěný na Domaslavickou náves.[8]